# Nelson Ferreira (pintor)
Nelson Ferreira é um artista plástico português. Foi por duas vezes o artista convidado pela National Portrait Gallery para ensinar técnicas de desenho tardo-medievais e renascentistas, durante a exposição de desenhos dos artistas Hans Holbein, o Jovem, e de Leonardo da Vinci. Também ensina técnica clássica de desenho e pintura aos artistas da Walt Disney - Industrial Light & Magic.
Em 2021, apresentou as aulas de pintura online O Fungagá das Artes, criadas em colaboração com o MNAC - Museu Nacional de Arte Contemporânea.  Estas aulas foram galardoadas pela Associação Portuguesa de Museologia com o Prémio APOM 2022 de Melhor Projecto de Educação e Mediação Cultural.
Em 2022, colaborou com Gianmarco Donaggio na curta-metragem experimental Azul no Azul.   Foi artista residente no Museu Nacional de Arte Contemporânea, tendo exposto A pintura sublimou o espírito. Também expôs nas Capelas Imperfeitas do Mosteiro da Batalha.
Foi convidado pelo Museu Nacional Soares dos Reis a expor as suas aguarelas para comemorar os 150 anos da escultura O Desterrado de António Soares dos Reis.    
Em 2023 foi convidado a expor em Cascais. no Museu Condes de Castro Guimarães, para celebrar o nonagésimo segundo aniversário do museu. Esta exposição mostrou ícones pintados por Nelson Ferreira, e premiados em Londres. As imagens foram criadas usando técnicas bizantinas medievais e também da escola Prosopon, com têmpera de ovo. O artista também restaurou várias coberturas de metal para ícones (oklad), usando metais preciosos como ouro de 24 quilates, paládio e platina.   
A exposição "Caligem", no Mosteiro da Batalha, criou um diálogo entre estas técnicas históricas e do "futuro". Para criar a "pintura do futuro", o artista pintou as Capelas Imperfeitas à noite, usando uma técnica inventada por ele. Este método, com uma tinta especial sem pigmento, cria pinturas que aparentam ser de um cinzento liso, mas que se revelam quando o público acende a lanterna do telemóvel e a luz se refracta na superfície da tela.  O sucesso das suas duas exposições no Mosteiro da Batalha, com 135.000 visitantes e com 126.000 visitantes respetivamente, levou a um novo filme de Gianmarco Donaggio chamado Alba Nera.
Em 2024, o artista realizou uma série de exposições de pinturas PlatiGleam no Bangladesh, no Nepal e na Arábia Saudita. Subsequentemente, foi convidado a expor novamente no Nepal, para a mostra "Divindades do Nepal - II". Foi o único artista não nepalês a expor nesta retrospetiva em grande escala de 163 artistas.

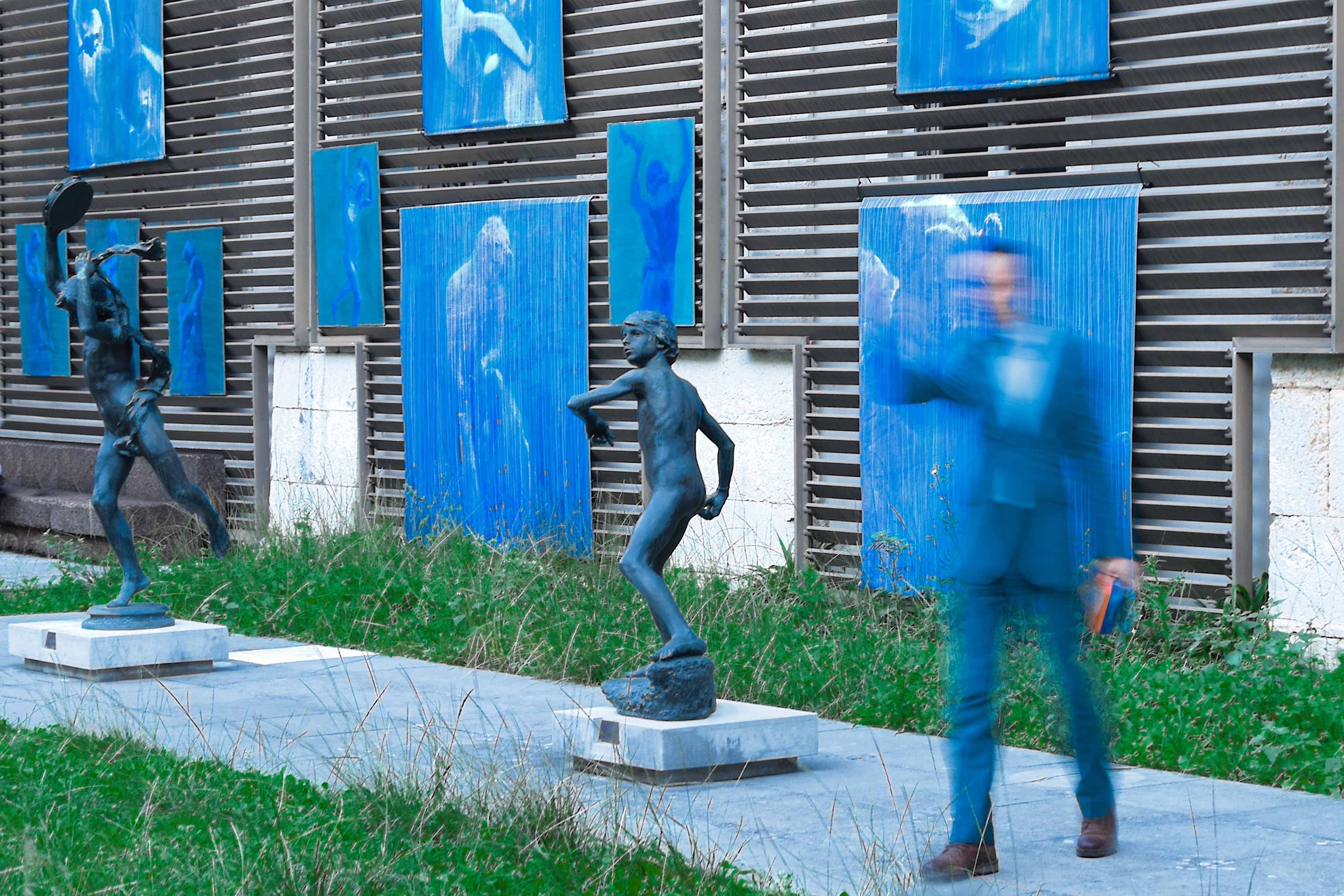
Nelson Ferreira e algumas obras da exposição "A pintura sublimou o espírito". Museu Nacional de Arte contemporânea, 2022.